# Alben
Plemićka obitelj Alben u hrvatskim zemljama pojavljuje se krajem 14. stoljeća. Albeni su rođaci kraljice Barbare, što znači rođaci Celjskih. Nosili su pridjev "de Sulzbach" i smatraju se njemačkog podrijetla. Najvjerojatnije da su potekli iz pokrajine Rheinland-Pfalz.

## Povijest
Svoj uspon u Ugarsko-Hrvatskom Kraljevstvu Albeni započinju zahvaljujući srodstvu sa zagrebačkim biskupom Eberhardom, jednim od najvjernijih ljudi Žigmunda Luksemburškog. Eberhard je uz kralja aktivno sudjelovao u borbama (jedna od njih je bitka protiv Osmanlija na Nikopolju 1396. godine). Kasnije je sudjelovao i u sukobima s pobunjenim velikašima. Vršio je službu zagrebačkog biskupa (1397. – 1406. i 1409. – 1419.). Prvo je bio upravitelj (1406.), a potom biskup varadinske biskupije (1406. – 1409.). Također je bio upravitelj pečujske biskupije (1409.), te kraljevski vrhovni kancelar (1404. – 1419.). Kratko vrijeme obnašao je dužnost hrvatskog i slavonskog bana (1402.). Iako se u historiografiji relativno dugo smatralo da je Eberhard pripadao obitelji Alben, danas znamo da nije bio njezin član, već je s njome bio povezan preko svoje sestre čije ime nije poznato, a koja je bila udana za Rudolfa Albena. Eberhar ne samo da je pomagao uspon svojih nećaka, već ih je i doveo u Ugarsko-Hrvatsko Kraljevstvo, te ovoj obitelji, dotada nevelikog imetka, osigurao da ih kralj obdari značajnim posjedima. Eberhard je iz braka svoje sestre i Rudolfa Albena imao šestoricu nećaka i tri nećakinje. Nećaci su Ivan stariji, Petermann (Petar), Herman, Ivan mlađi, Henrik i Rudolf, a nećakinje Elizabeta (Leys), Magdalena i Loreta.
Albeni su, uz različite posjede u Ugarskoj, držali više posjeda i u hrvatskim zemljama. Ubrzo po njihovom dolasku u Ugarsko-Hrvatsko Kraljevstvo u njihove je ruke došao Medvedgrad, njihov najvažniji posjed, po kojem nose i pridjevak de Medwewar odnosno Medvedgradski.  
Kralj Žigmund dao je Medvedgrad prvo biskupu Eberhardu na ime zaloga,  a potom ga je potvrdio i njegovim nećacima.  
Same kraljevske isprave, koje se odnose na prepuštanje Medvedgrada Albenima,nisu   nam   sačuvane,   već   o   navedenim   događajima   
saznajemo iz protesta, koje je Zagrebački kaptol uložio pred Stolnobiogradskim (17.kolovoza 1399.) i Varadinskim kaptolom (16. listopada 1399.) protiv toga darovanja.
Stekavši Medvedgrad, Albeni su dobili i kontrolu nad Zagrebačkim poljem odnosno Turopoljem, te njihove medvedgradske kaštelane u više navrata nalazimo ondje kao župane.
Banovi Petermann i Ivan ml.
Rudolfov sin i Eberhardov nećak Petermann (Petar) bio je hrvatsko-dalmatinski ban od 1411. – 1414. Prije toga, u ime je svoga ujaka 1409. kao occupator upravljao Pečuškom biskupijom, a znamo da je obnašao i dužnost župana Križevačke županije. Kao ban, Petermann se istakao ratujući protiv Venecije u Dalmaciji 1412. godine, a treba spomenuti i da je Mlečanima uspio preoteti Skradin. Protiv Hrvoja Vukčića Hrvatinića u Hrvatskoj i Dalmaciji (1413.) Na banskoj stolici Petermanna je zamijenio brat Ivan mlađi, koji je dalmatinsko-hrvatskim banom bio od 1414. do 1419. godine. Ivan je umro vjerojatno krajem 1420. ili početkom 1421. godine.
Biskupi Ivan stariji i Henrik
Iako su, kao što smo vidjeli, dvojica Rudolfovih sinova, Petermann i Ivan mlađi, obnašala i dužnost hrvatsko-dalmatinskog bana, najznačajniju ulogu odigrao je, ipak, treći Rudolfov sin Ivan stariji. Još u Njemačkoj Ivan je ušao u benediktinski red, te je bio redovnik u opatiji Hornbach u pokrajini Rheinland-Pfalz.
U Ugarsko-Hrvatsko Kraljevstvo došao je, vjerojatno, nakon što je Eberhard imenovan zagrebačkim biskupom. Time započinje i njegova blistava karijera, koja ga je dovela do visokih crkvenih dužnosti, ali i na sam vrh državne administracije. Prva značajnija dužnost, koju je obnašao u Ugarsko-Hrvatskom Kraljevstvu, bila je ona opata cistercitske opatije u Topuskom. Nakon što je napustio službu topuskog opata, Ivan je bio opat u Pannonhalmi (1405. – 1406.), pa izabrani veszprémski biskup  (1406. – 1410.), biskup u Pečuhu (1410. – 1421.), te naposljetku, nakon Eberhardove smrti, zagrebački biskup. Iako ga je papa Martin V. potvrdio za zagrebačkog biskupa 26. veljače 1421. godine, zapravo je tu funkciju vršio već i 1420. godine.
Istovremeno, Ivan je, nakon što je od 1409. (ili čak i ranije) bio kraljičin kancelar, naslijedio svoga ujaka i na položaju vrhovnog kancelara kraljevstva (1420.). Godine 1423. postaje kancelar Svetog Rimskog Carstva i predstojnik ugarske tajne kancelarije. Na taj je način u svojim rukama koncentrirao ogromnu moć i imao potpunu kontrolu nad svim Žigmundovim pečatima.
Ivan je, osim duhovnih i administrativnih dužnosti, izvršavao zadaće i na bojnom polju. Godine 1420. i 1425. sudjelovao je u pohodima na Češku, a krajem 1425. borio se protiv husita kod Bratislave. Žigmunda je 1426. pratio u Nürnberg na zasjedanje Reichstaga.

## Vanjske poveznice
- Jahrbuch  Arhivirana inačica izvorne stranice od 13. veljače 2017. (Wayback Machine)